# Isopsera sulcata
Isopsera sulcata är en insektsart som beskrevs av Bei-bienko 1955. Isopsera sulcata ingår i släktet Isopsera och familjen vårtbitare. Inga underarter finns listade i Catalogue of Life.